# Leisuretowne (Nova Jersey)
Leisuretowne és una concentració de població designada pel cens dels Estats Units a l'estat de Nova Jersey. Segons el cens del 2000 tenia 2.535 habitants.

## Demografia
Segons el cens del 2000, Leisuretowne tenia 2.535 habitants, 1.628 habitatges, i 817 famílies. La densitat de població era de 546,8 habitants/km².
Dels 1.628 habitatges en un 0,2% hi vivien nens de menys de 18 anys, en un 45,8% hi vivien parelles casades, en un 3,5% dones solteres, i en un 49,8% no eren unitats familiars. En el 47,6% dels habitatges hi vivien persones soles el 42,4% de les quals corresponia a persones de 65 anys o més que vivien soles. El nombre mitjà de persones vivint en cada habitatge era d'1,56 i el nombre mitjà de persones que vivien en cada família era de 2,07.
Per edats la població es repartia de la següent manera: un 0,2% tenia menys de 18 anys, un 0,4% entre 18 i 24, un 1,9% entre 25 i 44, un 17,9% de 45 a 60 i un 79,6% 65 anys o més.
L'edat mediana era de 74 anys. Per cada 100 dones de 18 o més anys hi havia 67 homes.
La renda mediana per habitatge era de 30.020 $ i la renda mediana per família de 36.526 $. Els homes tenien una renda mediana de 42.143 $ mentre que les dones 32.969 $. La renda per capita de la població era de 27.581 $. Cap de les famílies i el 2,5% de la població estaven per davall del llindar de pobresa.

## Poblacions més properes
El següent diagrama mostra les poblacions més properes.